# Avec vue sur l'Arno
Pour les articles homonymes, voir A Room with a View.
Avec vue sur l’Arno (A Room with a View) est un roman d'E. M. Forster paru en 1908, qui met en scène une jeune femme dans le contexte de l’Angleterre puritaine du début du XXe siècle.

## Résumé
Lucy Honeychurch, en voyage en Italie avec sa cousine, rencontre et tombe amoureuse de George Emerson, bohème et athée. À son retour en Angleterre, elle doit choisir entre le non-conformiste Emerson et son fiancé froid et conventionnel, Cecil Vyse. À la fois romance et peinture critique de la société anglaise sous Édouard VII, le roman se termine sur une note surprenante.

## Éditions françaises
- Robert Laffont, coll. « Pavillons », 1947
- L.G.F., coll. « Le Livre de poche » no 2815, 1970
- U.G.E., coll. « 10/18. Domaine étranger » no 1545, 1983  (ISBN 2-264-00514-9)
- C. Bourgois, 1986  (ISBN 2-267-00461-5)
- C. Bourgois, 1994  (ISBN 2-267-00440-2)
- Dans le volume omnibus Rencontres et Destins, Éditions Omnibus, 2011  (ISBN 978-2-258-07043-1)
- Robert Laffont, coll. « Pavillons poche », 2014  (ISBN 978-2-221-14465-7)

## Adaptations

### Au cinéma
- 1985 : Chambre avec vue (A Room with a View), film britannique réalisé par James Ivory, adaptation du roman éponyme de E. M. Forster, avec Helena Bonham Carter, Maggie Smith, Denholm Elliott et Julian Sands

### À la télévision
- 2007 : A Room with a View, téléfilm britannique réalisé par Nicholas Renton, avec Elaine Cassidy, Laurence Fox et Rafe Spall